# Duygu Kayaman
Duygu Kayaman (İstanbul, 1989) és una innovadora i comunicadora turca invident. El 2015 va ser entre els 35 innovadors sub-35, en la categoria "Humanitarians", de la revista Technology Review del MIT, amb el seu projecte Hayal Ortağım ("Company de somnis" en turc), una aplicació mòbil que Kayaman va desenvolupar per a ajudar en la vida de les persones invidents. Kayaman és una de les tres turques que es troben entre les guardonades el 2015. El 2016, Duygu Kayaman també es trobava entre les 30 persones sub-30 de la revista Forbes, en l'àrea Healthcare. L'aplicació, que funciona amb la companyia de telefonia mòbil TURKCELL, a part de prestar serveis d'àudio en diverses àrees, també ajuda amb la "navegació" dels invidents en grans superfícies de Turquia, utilitzant la tecnologia "ibeacon".
Kayaman, filla d'un enginyer mecànic i una mestressa de casa, va perdre la vista als dos anys i va fer l'educació bàsica i part de la secundària en dues escoles per a gent amb limitacions. Va graduar-se en un liceu normal i estudiar psicologia a la Universitat Corn d'Or (Haliç Üniversitesi) a Istanbul. Treballa per a Microsoft Turquia.